# جيمس غوستافسون (سياسي)
جيمس غوستافسون هو سياسي أمريكي، ولد في 8 سبتمبر 1938، وتوفي في 23 يوليو 2014. نشط حزبياً في الحزب الجمهوري. وقد انتخب عضو مجلس ولاية مينيسوتا ‏.